# تپه‌یورت (آرهاوی)
تپه‌یورت (به ترکی استانبولی: Tepeyurt) یک منطقهٔ مسکونی در ترکیه است که در آرهاوی واقع شده‌است. تپه‌یورت ۱۰۷ نفر جمعیت دارد.